# Aidan Gillen
Aidan Gillen (született Aidan Murphy, 1968. április 24.) ír színész. 
Legismertebb filmes szerepe Petyr „Kisujj” Baelish az HBO 2011–2019 között futó Trónok harca című fantasysorozatában. Ismert továbbá olyan televíziós produkciókból, mint a Drót (2004–2008), a Birmingham bandája (2017–2019) és a Kingstown polgármestere (2021–2024).
Karrierje során két Ír Film- és Televízió-díjat kapott, valamint jelölték már a Brit Film- és Televíziós Akadémia díjára, illetve Tony-díjra is.

## Fiatalkora és családja
1968. április 24-én született Dublinban, Aidan Murphy néven. A St. Vincent's C.B.S. Középiskolában (Glasnevin) tanult, ekkor kezdett el érdeklődni a színészet iránt.[forrás?] Édesanyja nővérként dolgozott, apja építészként és van három testvére. Fionnuala Murphy színésznő, John Paul Murphy drámaíró és Patricia Murphy tanár. 
Tizenhat évesen már a dublini ifjúsági színházban játszott: Nick Bottom szerepét alakította William Shakespeare Szentivánéji álom című darabjában.

## Pályafutása
Nem sokkal később Londonba költözött és kisebb szerepeket kapott filmekben és televíziós sorozatokban. Az áttörést 2000-ben a A fiúk a klubból című brit sorozat hozta meg számára. A meleg és nimfomán üzletember, Stuart Alan Jones eljátszásáért British Academy Television Award-ra is jelölték. Az Amerikai Egyesült Államokban 2004-ben az HBO Drót című bűnügyi sorozatával vált ismertté, Tommy Carcettit alakítva.
Az HBO 2010 júliusában jelentette be, hogy Gillent választották ki a Trónok harca egyik főszerepére. A sorozatban 2017-ig Petyr Baelisht alakította. 2015-ben szerepet kapott a Az útvesztő: Tűzpróba'' című filmben, mint Janson / Patkányember. A 2018-as Az útvesztő: Halálkúra című folytatásban is feltűnt.
A televíziós- és filmszereplések mellett rendszeresen játszik színházban is. 2003-ban Tony-díjra is jelölték.

## Magánélete
2001. július 7-én házasodott össze Olivia O’Flanagannel. Két gyermekük van.

## Filmográfia

### Film
| Év   | Magyar cím                       | Eredeti cím                         | Szerep                | Magyar hang           |
| ---- | -------------------------------- | ----------------------------------- | --------------------- | --------------------- |
| 1987 | Kései szenvedély                 | The Lonely Passion of Judith Hearne | fiatal az italboltban |                       |
| 1988 |                                  | The Courier                         | fiú                   |                       |
| 1995 | Baráti kör                       | Circle of Friends                   | Aidan Lynch           | Markovics Tamás       |
| 1996 | Őt is anya szülte                | Some Mother's Son                   | Gerard Quigley        | Stohl András          |
| 1996 | Őt is anya szülte                | Some Mother's Son                   | Gerard Quigley        | Csőre Gábor           |
| 1997 |                                  | Mojo                                | Baby                  |                       |
| 1998 | Arany az utcán                   | Gold in the Streets                 | Paddy                 |                       |
| 1999 |                                  | Buddy Boy                           | Francis               |                       |
| 2000 | Bohém London                     | The Low Down                        | Frank                 |                       |
| 2001 |                                  | My Kingdom                          | Barry Puttnam         |                       |
| 2002 | A függöny legördül               | The Final Curtain                   | Dave Turner           | Csőre Gábor           |
| 2003 |                                  | Photo Finish                        | Joe Wilde             |                       |
| 2003 | Londoni csapás                   | Shanghai Knights                    | Lord Nelson Rathbone  | Bede-Fazekas Szabolcs |
| 2005 | Szexcsapdák                      | Trouble with Sex                    | Conor                 |                       |
| 2008 | A felvonó                        | Blackout                            | Karl                  | Holl Nándor           |
| 2009 | 12 menet                         | 12 Rounds                           | Miles Jackson         | Csík Csaba Krisztián  |
| 2009 |                                  | Wake Wood                           | Patrick Daley         |                       |
| 2010 |                                  | Treacle Jr.                         | Aidan                 |                       |
| 2011 | Blitz                            | Blitz                               | Barry Weiss           | Görög László          |
| 2012 | Árnyjátékos (Kettős játszma)     | Shadow Dancer                       | Gerry                 | Csőre Gábor           |
| 2012 | A sötét lovag – Felemelkedés     | The Dark Knight Rises               | CIA-ügynök            | Görög László          |
| 2013 |                                  | Scrapper                            | Ray                   |                       |
| 2013 |                                  | The Good Man                        | Michael               |                       |
| 2013 |                                  | Mister John                         | Gerry Devine          |                       |
| 2013 |                                  | Beneath the Harvest Sky             | Clayton               |                       |
| 2014 | Kálvária                         | Calvary                             | Dr. Frank Harte       | Bardóczy Attila       |
| 2014 | Megnyugvás                       | Still                               | Tom Carver            | Széles Tamás          |
| 2015 |                                  | You're Ugly Too                     | Will                  |                       |
| 2015 | Az útvesztő: Tűzpróba            | Maze Runner: The Scorch Trials      | Janson                | Széles Tamás          |
| 2016 | Sing Street – Zene és álom       | Sing Street                         | Robert                | Czvetkó Sándor        |
| 2017 | Szeretők                         | The Lovers                          | Robert                |                       |
| 2017 | Arthur király – A kard legendája | King Arthur: Legend of the Sword    | Angolna Bill          | Széles Tamás          |
| 2018 | Az útvesztő: Halálkúra           | Maze Runner: The Death Cure         | Janson                | Széles Tamás          |
| 2018 | Bohém rapszódia                  | Bohemian Rhapsody                   | John Reid             | Széles Tamás          |
| 2019 |                                  | Rose Plays Julie                    | Peter                 |                       |
| 2021 | Akik az életemre törnek          | Those Who Wish Me Dead              | Jack Blackwell        | Széles Tamás          |
| 2023 |                                  | Barber                              | Val Barber            |                       |
| 2023 | Előbb táncolj!                   | Dance First                         | James Joyce           |                       |
| 2024 |                                  | Amongst The Wolves                  | Power                 |                       |
| 2025 |                                  | London Calling                      | Freddy Darby          |                       |

Rövidfilmek
| Év   | Cím                           | Szerep            |
| ---- | ----------------------------- | ----------------- |
| 1985 | The Drip                      | fiatal férfi      |
| 1998 | Amazing Grace                 | fiatal férfi      |
| 2000 | The Second Death              | biliárdjátékos    |
| 2001 | Robertson Major               | William Robertson |
| 2003 | Burning the Bed               | Stephen           |
| 2009 | Spunkbubble                   | Dessie            |
| 2009 | Runners                       | Terry             |
| 2013 | The Note                      | Lars              |
| 2014 | Ambition                      | mester            |
| 2014 | Song                          | Dan               |
| 2019 | I Didn't...I Wasn't...I Amn't | Aidan             |

### Televízió
| Év        | Magyar cím                             | Eredeti cím                 | Szerep                         | Megjegyzések                                                 |
| --------- | -------------------------------------- | --------------------------- | ------------------------------ | ------------------------------------------------------------ |
| 1990      |                                        | The Play on One             | Harry                          | 1 epizód                                                     |
| 1992      | Úriemberhez méltatlan                  | An Ungentlemanly Act        | Wilcox                         | tévéfilm                                                     |
| 1993      |                                        | A Handful of Stars          | Tony                           | tévéfilm                                                     |
| 1993      |                                        | Belfry                      | Dominic                        | tévéfilm                                                     |
| 1993      |                                        | The Bill                    | Jeff Barratt                   | 1 epizód                                                     |
| 1993      |                                        | Screenplay                  | Gypo                           | 1 epizód                                                     |
| 1994      |                                        | In Suspicious Circumstances | James Crozier                  | 1 epizód                                                     |
| 1999–2000 | A fiúk a klubból                       | Queer as Folk               | Stuart Alan Jones              | 10 epizód                                                    |
| 2000      | A démon                                | The Darkling                | Jeff Obold                     | tévéfilm                                                     |
| 2000      | Az elveszett ékkövek titka             | Lorna Doone                 | Carver Doone                   | - tévéfilm - magyar hangja: - Viczián Ottó                   |
| 2001      |                                        | Dice                        | Glenn Taylor                   | minisorozat (2 epizód)                                       |
| 2002      |                                        | First Communion Day         | Seamus                         | tévéfilm                                                     |
| 2003      | Agatha Christie: Poirot                | Agatha Christie's Poirot    | Amyas Crale                    | - 1 epizód (Öt kismalac) - magyar hangja: - Debreczeny Csaba |
| 2004–2008 | Drót                                   | The Wire                    | Thomas J. „Tommy” Carcetti     | 35 epizód                                                    |
| 2005      | Esküdt ellenségek: Az utolsó szó jogán | Law & Order: Trial by Jury  | Jimmy Colby                    | 1 epizód                                                     |
| 2005      |                                        | The Last Detective          | Steve Fallon                   | 1 epizód                                                     |
| 2005      |                                        | Walk Awy and I Stumble      | Paul                           | tévéfilm                                                     |
| 2009      |                                        | Freefall                    | Gus                            | tévéfilm                                                     |
| 2010      |                                        | Thorne                      | Phil Hendricks                 | 6 epizód                                                     |
| 2010      |                                        | Identity                    | John Bloom                     | 6 epizód                                                     |
| 2010–2011 |                                        | Love/Hate                   | John Boy Power                 | 10 epizód                                                    |
| 2011–2013 |                                        | Other Voices                | önmaga                         | házigazda                                                    |
| 2011–2017 | Trónok harca                           | Game of Thrones             | Petyr Baelish                  | - 41 epizód - magyar hangja: - Széles Tamás                  |
| 2013      |                                        | Mayday                      | Everett Newcombe               | minisorozat (5 epizód)                                       |
| 2015      |                                        | Charlie                     | Charles J. Haughey             | minisorozat (3 epizód)                                       |
| 2017      | Városi legendák                        | Urban Myths                 | Timothy Leary                  | 1 epizód                                                     |
| 2017–2019 | Birmingham bandája                     | Peaky Blinders              | Aberama Gold                   | 10 epizód                                                    |
| 2018      |                                        | Dave Allen at Peace         | Dave Allen                     | tévéfilm                                                     |
| 2019–2020 | A kék könyv-projekt                    | Project Blue Book           | J. Allen Hynek                 | 20 epizód                                                    |
| 2021      |                                        | Killers of the Cosmos       | Gumshoe nyomozó (hangja)       | dokumentumsorozat (6 epizód)                                 |
| 2021–2023 |                                        | Kin                         | Frank Kinsella                 | 16 epizód                                                    |
| 2021–2024 | Kingstown polgármestere                | Mayor of Kingstown          | Milo Sunter                    | 22 epizód                                                    |
| 2022      |                                        | That Dirty Black Bag        | Butler                         | 2 epizód                                                     |
| 2022      | Nagynéném, a partiarc                  | Chicago Party Aunt          | ismeretlen szereplő hangja     | 1 epizód                                                     |
| 2024      |                                        | Rock Paper Scissors         | Steven Shadowwhispers (hangja) | 1 epizód                                                     |